# NGC 44
NGC 44 é uma estrela dupla na direção da constelação de Andromeda. O objeto foi descoberto pelo astrônomo John Herschel em 1827, usando um telescópio refletor com abertura de 18,6 polegadas.